# Beraea gorteba
Beraea gorteba är en nattsländeart som beskrevs av Ross 1944. Beraea gorteba ingår i släktet Beraea och familjen sandrörsnattsländor. Inga underarter finns listade i Catalogue of Life.